# 71e Legerkorps (Wehrmacht)
Het Duitse 71e Legerkorps (Duits: Generalkommando LXXI. Armeekorps) was een Duits legerkorps van de Wehrmacht tijdens de Tweede Wereldoorlog. Het korps was alleen in actie in Noord-Noorwegen. 

## Krijgsgeschiedenis

### Oprichting
Het 71e Legerkorps werd opgericht op 26 januari 1943 door omdopen van het Höheres Kommando z.b.V. LXXI in Noord-Noorwegen.

### Inzet
Het korps was verantwoordelijk voor de kustverdediging in Noord-Noorwegen gedurende zijn hele bestaan.
Op 7 juli 1943 stonden de 199e, 230e en 270e Infanteriedivisies onder bevel. Op 1 januari 1945 waren het de 199e en 210e Infanteriedivisies plus de Festungs-Brigade Lofoten. Op 1 maart 1945 de 210e en 230e Infanteriedivisies, Vestingsbrigade Lofoten, de Gebirgsjäger-Brigade 139, de 503e Grenadierdivisie en de 7e Bergdivisie. Het korps zag nooit echte actie.
Vanaf januari 1945 begon de terugtrekkende beweging vanuit het gebied Narvik en vervolgens naar Zuid-Noorwegen.

Het 71e Legerkorps capituleerde tegelijk met alle Duitse troepen in Noorwegen in het gebied Lillehammer aan de Britten op 8 mei 1945.

## Bovenliggende bevelslagen
| Leger                  | Legergroep | Plaats/regio                         | Begin            | Eind             |
| ---------------------- | ---------- | ------------------------------------ | ---------------- | ---------------- |
| Armee Norwegen         | OKW        | Alta – Tromsø – Narvik               | 26 januari 1943  | 18 december 1944 |
| 20. Gebirgs-Armee      | OKW        | Alta – Tromsø – Narvik – Lillehammer | 18 december 1944 | maart 1945       |
| Armee-Abteilung Narvik | OKW        | Lillehammer                          | maart 1945       | 8 mei 1945       |

## Commandanten
| Rang                                                      | Naam                                                     | Begin            | Eind             |
| --------------------------------------------------------- | -------------------------------------------------------- | ---------------- | ---------------- |
| Generalleutnant                                           | Willi Moser                                              | 25 januari 1943  | 15 december 1944 |
| Generalleutnant vanaf 1 maart 1945 General der Artillerie | Anton Reichard Freiherr von Mauchenheim von Bechtolsheim | 15 december 1944 | 8 mei 1945       |